# Stage diving

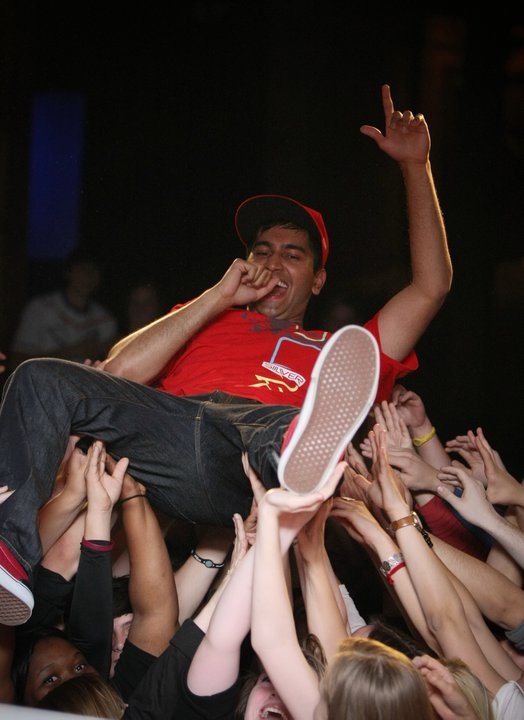
Mo Sabri durant un stage dive

Le stage diving (littéralement plongée de la scène) est l'acte de plonger depuis la scène d'un concert dans la foule. C'est l'acte qui précède le slam.
Au départ c'est un acte venant du public lui-même : l'un des plus célèbres stage diving répertoriés eut lieu aux Pays-Bas en 1964, lors d'un concert des Rolling Stones au Kurhaus (Scheveningen), lorsqu'une émeute a éclaté dans le public, au niveau des premiers rangs qui commencèrent à vouloir monter sur la scène : un cordon de sécurité s'est formé, repoussant un fan directement dans le public, celui-ci repoussant à son tour le fan sur la scène, etc. Les rideaux ont fini par être tirés, et le public, mécontent, a cassé des sièges.
Jim Morrison, Iggy Pop et Peter Gabriel sont parmi les premiers musiciens à avoir pratiqué eux-mêmes le stage diving.
Initialement perçu comme conflictuel et extrême, le stage diving s'est banalisé dans les concerts de rock. Beaucoup de musiciens ont fait du stage diving une partie intégrante de leur show.
Le stage diving peut causer de sérieuses blessures, lorsque la foule ne rattrape pas le plongeur et que celui-ci tombe sur le sol, parfois la tête la première. Le plongeur peut également blesser le public qui le reçoit, voire les assommer si bien qu'il peut être piétiné par la foule dansante.